# Gottlieb Heinrich von Schröter
Gottlieb Heinrich von Schröter (* 25. März 1802 in Rendsburg; † nach 1866 in München) war ein deutscher Historienmaler und Autor.

## Leben und Wirken

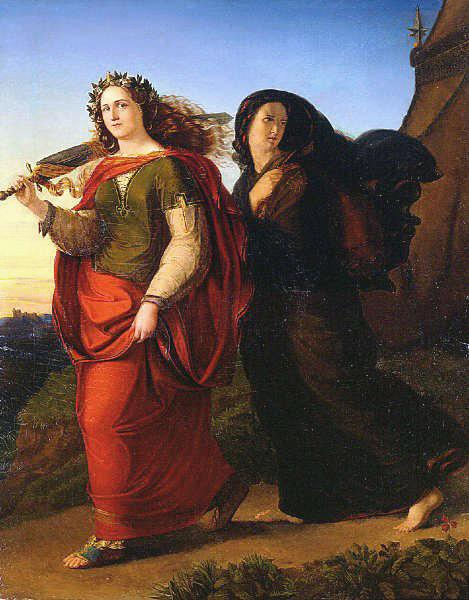
Judith auf ihrer Heimkehr, ca. 1830, 1990 bei Sotheby’s versteigert

Schröter war ein Sohn des dänischen Kriegsrats Christian Heinrich (v.) Schröter († 14. Oktober 1829), der 1805 Rittergutsbesitzer auf Langensee bei Bützow wurde und Mitglied des mecklenburgischen patriotischen Vereins war, und ein jüngerer Bruder von Hans Rudolf Schröter und Wilhelm von Schröter.
Wie sein Bruder Wilhelm studierte er Rechtswissenschaften, und zwar an den Universitäten Berlin und Jena; in Jena wurde er 1819 Mitglied der Urburschenschaft. Noch vor Ende seines Studiums entschied er sich jedoch in Dresden für die Kunst. Er wurde Mitglied im Dresdner Künstlerverein und reiste im August 1821 mit zwei Mitgliedern des Vereins, Carl Schumacher und Karl Götzloff nach Rom auf. Im September 1824 wurde er von einem bösen Fieber heimgesucht und trat 1825 unter dem Einfluss des Nazareners Friedrich Overbeck zum katholischen Glauben über. Ein weiterer Grund für die Konversion war seine Eheschließung mit der Miniaturmalerin Carolina Grasselli (* 1803 in Rom; † nach 1874). Trauzeuge war der Schriftsteller Christian Brentano, der wie sein Bruder Clemens ebenfalls Halt im katholischen Glauben gefunden hatte. Kaum getauft, trug Schröter sein Bekenntnis zur katholischen Kirche während einer Prozession demonstrativ zur Schau. Als Künstler ist er in Rom kaum in Erscheinung getreten. Mit großer Mühsamkeit kopierte er Raffaels Galatea in Originalgröße.
1827 verließ er Rom und reiste über England, Kopenhagen und Sankt Petersburg nach Mecklenburg zurück. Fast drei Jahre lang verwaltete er das väterliche Gut Langensee. 1834 besorgte er die zweite Auflage der Finnischen Runen seines erkrankten Bruders Hans Rudolf Schröter, die weite Verbreitung fand. 1835 zog er nach München, wo er neben der Malerei auch die Literatur pflegte. Er veröffentlichte 1836 eine Beschreibung der Fresken von Heinrich Maria von Hess in der Allerheiligen-Hofkirche, welche während des Zweiten Weltkriegs zerstört wurden.
Von seinen eigenen Gemälden ist nicht viel überliefert. Atanazy Raczyński urteilte 1840: „Die lebhafteste Liebe für die Kunst hat ihn, als Mecklenburgischen Gutsbesitzer, bewogen, sich ihr zu widmen. In seinen litterarischen Arbeiten dieser Art hat er Geist, Freimüthigkeit und Eifer bewiesen. Die Erfolge, welche er bisher in der Kunst erreicht hat, sind minder bedeutend; indessen sind sie ebenso viele Beweise jenes lebhaften Gefühls für das Schöne, welches allein fähig ist, den Liebhaber zum Range eines Künstlers zu erheben.“ Er scheint vor allem ein Motiv mehrfach variiert zu haben: die Heimkehr der Judith. 1835 stellte er eine Fassung aus, in der Judith mit dem bekränzten Schwerte auf der rechten Schulter und dem Kopf des Holofernes in der Linken schreitet. Hinter ihr folgt die Dienerin. Seine Auffassung des Gegenstandes wurde im Kunstblatt 1836 kontrovers diskutiert. Deswegen stellte Schröter eine Alternativversion her, in der Judith das Schwert in der Linken wie einen Stab hält, während sie mit der Rechten auf das Haupt deutet, das die Dienerin trägt. Ein Gemälde, das 1990 bei Sotheby’s versteigert wurde, ist offenbar eine dritte Version.

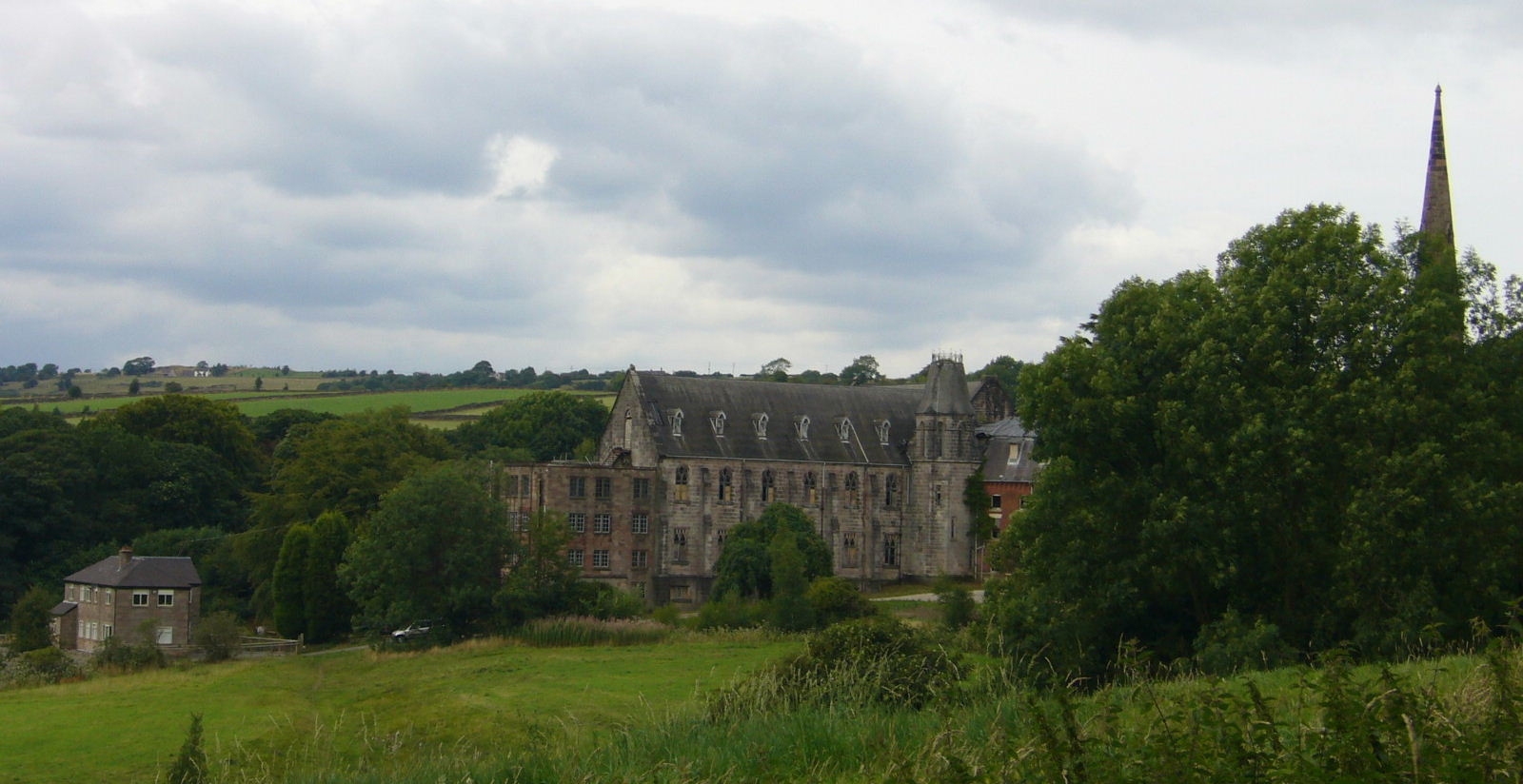
St. Wilfrid’s

Schröter, der unter dem Höflichkeitstitel Baron von Schroeter bekannt war, engagierte sich in vielfältiger Weise für katholische Interessen. In den 1840er Jahren betätigt er sich in der Anwerbung von katholischen Siedlern aus Bayern für St. Marys.
In der zweiten Hälfte der 1840er Jahre kam er in Kontakt mit John Henry Newman, der ihn einlud, die von Augustus Welby Northmore Pugin erbaute Kirche des neugegründeten Oratoriums von St. Wilfrid’s bei Oakamore in Staffordshire mit Fresken auszumalen. Schroeters Einfluss als ekzentrischer residierender Künstler auf die junge Gemeinschaft erwies sich bald als problematisch. Vermutlich Schroeters Einfluss ließ den Superior von St. Wilfrid’s, Robert Aston Coffin, den späteren katholischen Bischof von Southwark, das Oratorium verlassen und sich den Redemptoristen anschließen. Newman bemerkte daraufhin, dass Schroeter sein Bestes getan habe, um das Oratorium zu ruinieren.
1854 war Schröter in Swainston Manor auf der Isle of Wight zu Gast. Mit dem Eigentümer von Swainston, Sir John Simeon, gehörte Schröter zu einer Gruppe von Konvertiten, die sich um eine mögliche Konversion von Simeons Nachbar, Alfred Lord Tennyson bemühten. Tennysons Sohn beschreibt in seiner Biographie seines Vaters, Schroeter, dessen religiösen Enthusiasmus sein Vater durchaus bewundert habe, sei like an old ascetic monk und sehr um die Konversion seiner Eltern bemüht gewesen.
Wie August Franz von Haxthausen setzte er sich für die Wiederherstellung des Malteserordens ein. Er wurde Devotionsritter und unternahm 1857 eine Sondierungsreise ins Heilige Land, in den Libanon und nach Wien; seinen Bericht darüber veröffentlichte er zusammen mit historischen und praktische Überlegungen 1864. In den 60er Jahren war er erneut in Rom, wo er mit den Malern Friedrich Preller d. J. und Arthur Fitger verkehrte. Die letzten Lebensjahre soll Schröter wieder auf Gut Langensee verbracht haben.

## Werke
- (Hrsg.): Hans Rudolf Schröter: Finnische Runen Finnisch und deutsch. Mit einer Musikbeilage. 2. Auflage, Cotta, Stuttgart, Tübingen 1834 (books.google.de).
- Die Frescomalereien der Allerheiligen-Capelle in München. München: Literarisch-artistische Anstalt 1836 (volltext.bsb-muenchen.de).
- Die Colonie St. Maria in Pennsylvanien, N. Amerika … Nebst Reisenotizen und einer Karte … Regensburg: G.J. Manz [1846]
- Der souveraine Orden vom heiligen Johann von Jerusalem und seine Wiederbelebung.  Theissing, Münster 1864, urn:nbn:de:hbz:061:1-513082 (volltext.bsb-muenchen.de).